# Little Armstrong Bay
Little Armstrong Bay ist eine Bucht auf Rottnest Island im australischen Bundesstaat Western Australia.

## Geografie
Die Bucht ist 50 Meter tief, 150 Meter breit und öffnet sich nach Nordwesten. Östlich der Bucht liegt die Parakeet Bay, dazwischen liegt der Parakeet Point. 40 Meter nordwestlich liegt ein Riff, ein beliebter Ort zum Schnorcheln.
Der 60 Meter lange Sandstrand ist öffentlich zugänglich.